# Сангвиначчо дольче

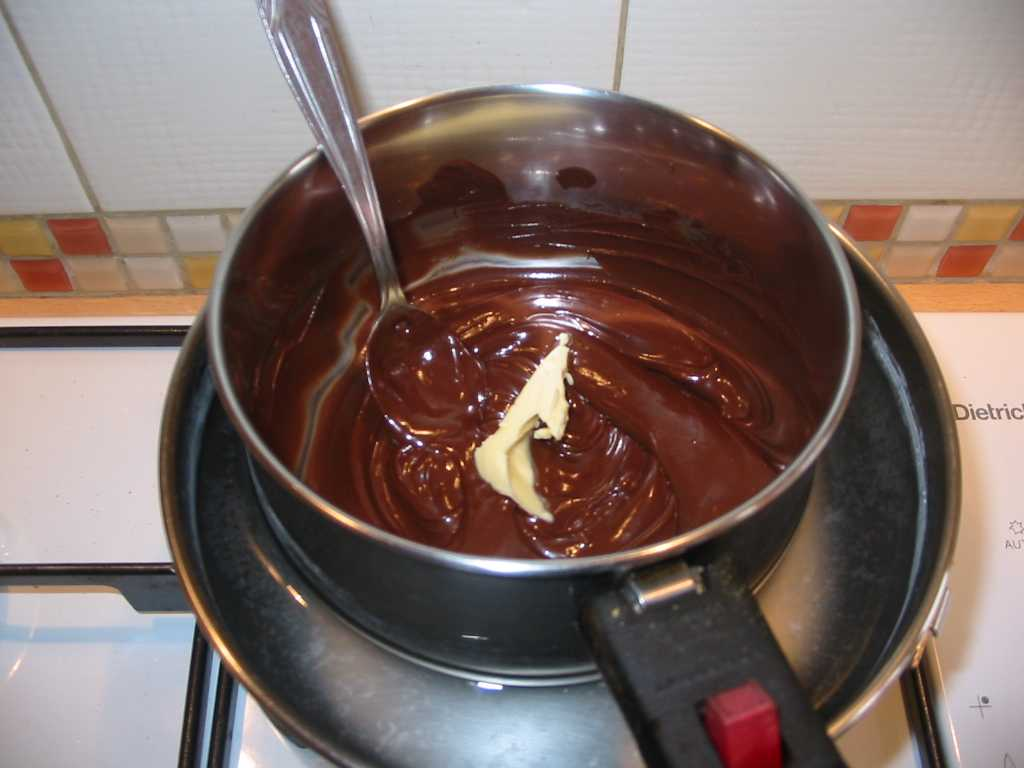
Приготовление сангвиначчо

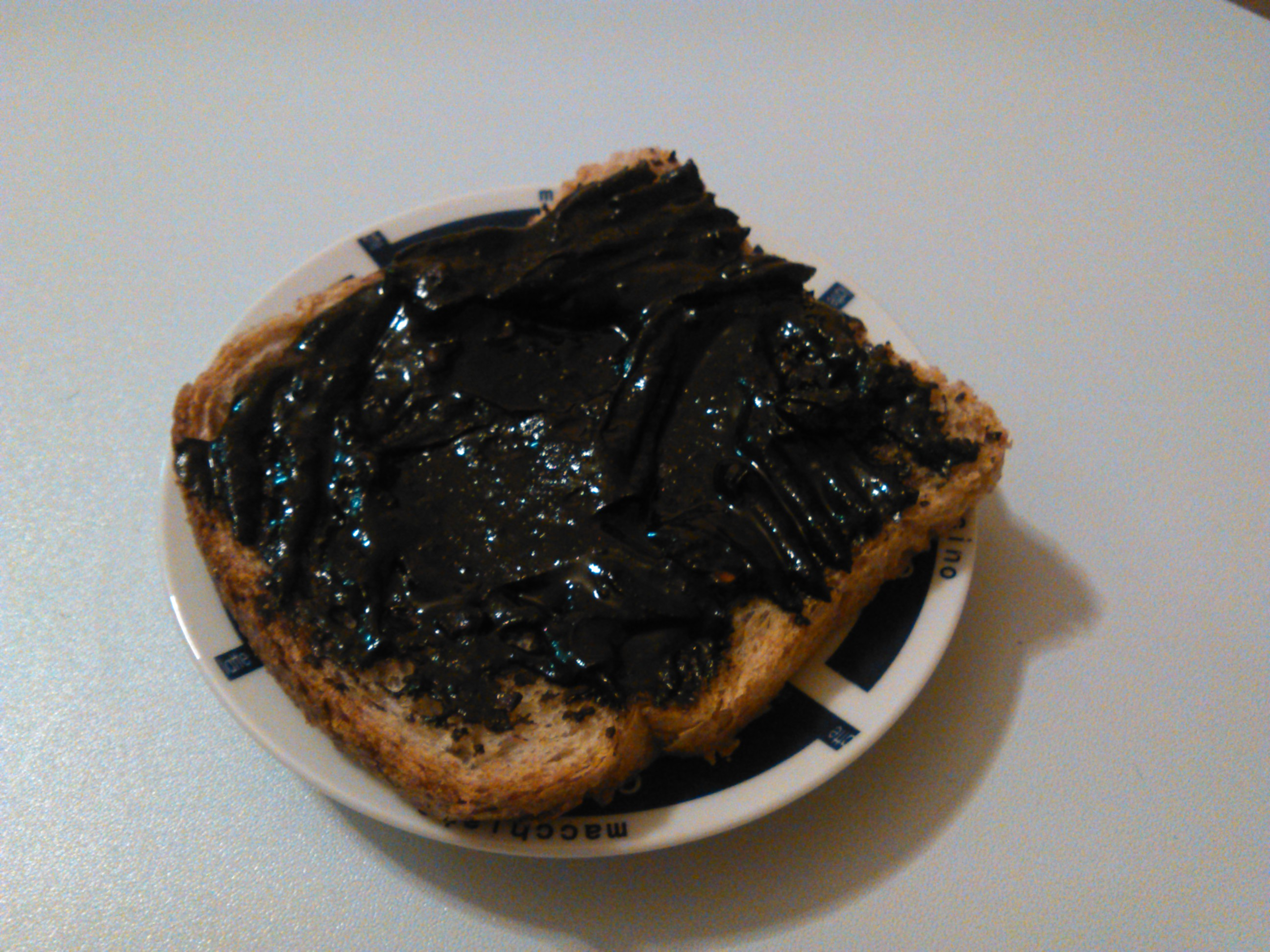
Калабрийский сангвиначчо с уваренным виноградным суслом, свежей свиной кровью, грецкими орехами и корицей

Сангвиначчо дольче (итал. Sanguinaccio dolce, от sangue, «кровь» и dolce, «сладкий») — итальянский кремовый десерт из свиной крови, которая подслащивается такими ингредиентами, как шоколад, молоко, кедровые орехи, корица, изюм и сахар, или уваренное виноградное сусло.
Продажа свиной крови была запрещена из-за риска для здоровья в 1992 году.
Ввиду этого кровь стали исключать при приготовлении шоколадного сангвиначчо. Он напоминает первоначальную версию только по названию и тёмно-коричневому цвету с красноватыми оттенками.
Характерен для южной Италии. В Неаполе его традиционно готовят к карнавалу. Он также встречается в других регионах Италии, где существуют местные вариации; его подают тёплым и жидким для макания или дают застыть, превращая в пудинг или кекс.

## Приготовление
Молоко, нагревают, помешивая, добавляют сахар или мед, сливочное масло, затем в молоко добавляют шоколад, какао и мешают, вливают кровь без сгустков (в традиционном рецепте), добавляют корицу, мускатный орех, цедру, другие специи. Для загущивания может использоваться мука или крахмал.
Подают как самостоятельный десерт, или к фруктам. Может использоваться для выпечки, например, для бисквита Torta di sanguinaccio.

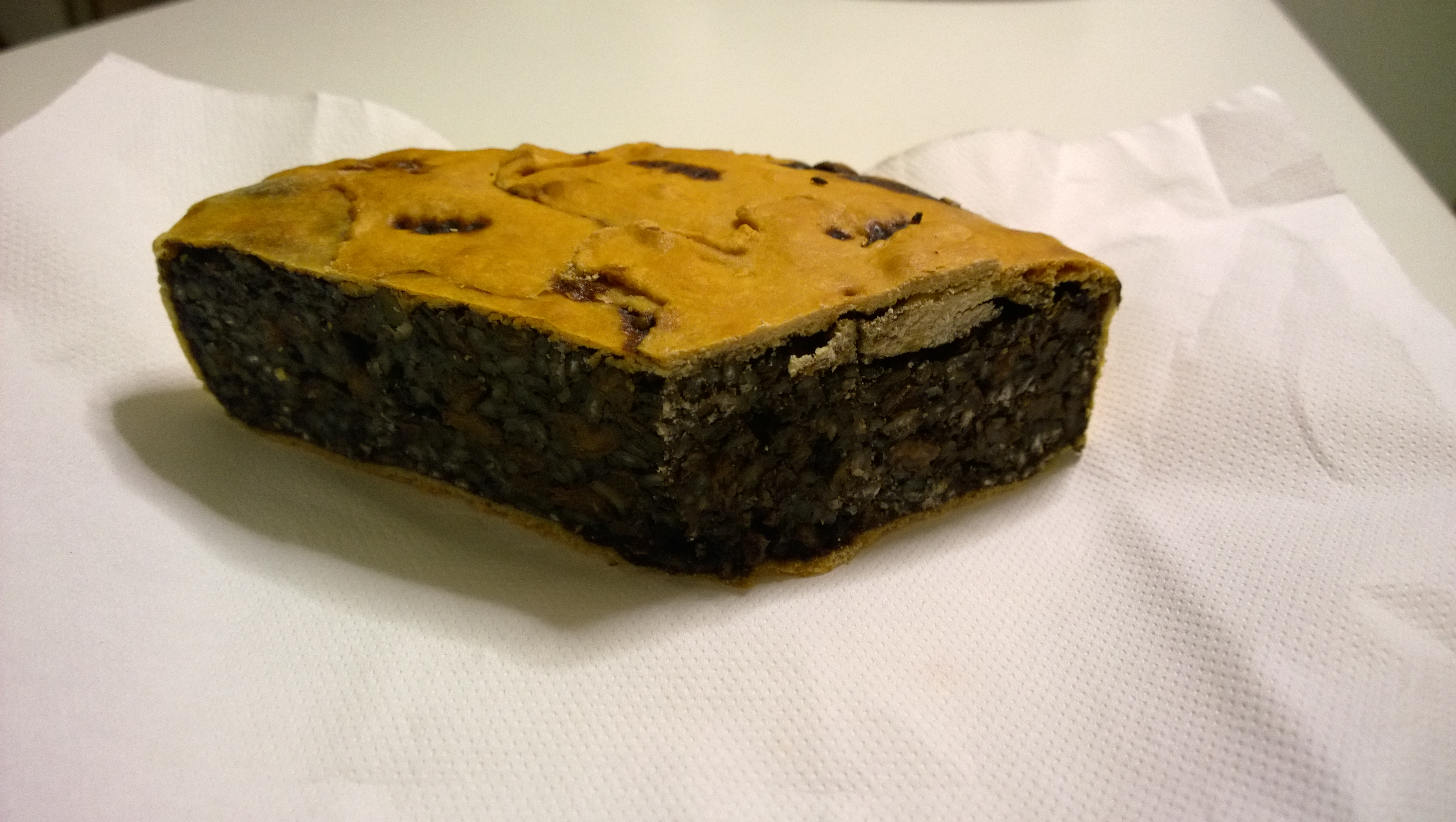
Луканский десерт с сангвиначчо, типичный для зимы, в период карнавала, во время которого забивают свинью

## Вариации
Термин sanguinaccio может указывать на различные рецепты итальянской кухни.
Это очень разные кулинарные изделия, принадлежащие к двум категориям:
- десерт из какао (шоколада) и свиной крови;
- колбасы из свиной крови[12].

В просторечии под sanguinaccio понимается любой рецепт, требующий использования свиной крови.

## В искусстве
Десерт появляется в сериале «Ганнибал» как любимое блюдо Ганнибала Лектера.